# Пирати са Кариба: На чудним плимама
Пирати са Кариба: На чудним плимама (енгл. Pirates of the Caribbean: On Stranger Tides) је амерички фантастично-авантуристички филм из 2011. године, режисера Роба Маршала, према сценарију који су написали Тед Елиот и Тери Росио. Четврто је остварење серијала Пирати са Кариба и самостални наставак филма Пирати са Кариба: На крају света (2007). Први је филм у серијалу кога није режирао Гор Вербински, док је продуцент, као и код претходних филмова, био Џери Брукхајмер. У филму, чији се заплет делимично базира на роману На чудним плимама, Тима Пауерса, капетану Џеку Спароуу (Џони Деп) се придружује Анђелика (Пенелопе Круз) у потрази за Фонтаном младости, током које се суочава са озлоглашеним пиратом Црнобрадим (Ијан Макшејн).
Сценаристи, Елиот и Росио, први пут су сазнали за роман На чудним плимама током продукције филмова Тајна шкриње (2006) и На крају света, и сматрали су да би то била добра полазна тачка за нови филм из серијала. Пре-продукција филма је почела након завршетка штрајка сценариста у Америци 2007/08, са Депом који је сарађивао са сценаристима на осмишљавању приче. Снимање је трајало 106 дана, између јуна и новембра 2010, а локација снимања су укључивале: Хаваје, Уједињено Краљевство, Порторико и Калифорнију. За снимање су коришћене 3Д камере сличне онима коришћеним у продукцији Аватара (2009), а десет компанија је било укључено у креирање филмских визуелних ефеката. Након наглих повећања трошкова продукције, који су нето буџет повећали на 379 милиона долара, овај филм је у време изласка био најскупљи филм икада снимљен.
Филм је продуцирао Walt Disney Pictures и објављен је у Сједињеним Државама 20. маја 2011. године. Први је филм у серијалу који је издат у Дизни Дигитал 3Д и ИМАКС 3Д форматима. Оборио је неколико рекорда у заради и био је трећи филм са највећом зарадом из 2011. године. Наишао је на помешане реакције критичара, који су критиковали радњу, сценарио, режију и мањак оригиналности, али су похвалили глуму, акционе сцене, музику, визуелне ефекте и краће време трајања од свог претходника. Пети филм, назван Пирати са Кариба: Салазарова освета, објављен је у мају 2017. године.

## Радња
Године 1750. човек спашен из океана доведен је шпанском краљу Фердинанду VI, где тврди да је пловио са Понсеом де Леоном, који је умро 200 година раније у потрази за Фонтаном младости. Годинама након што је капетан Џек Спароу изгубио Црни бисер од Хектора Барбосе и украо Сао Фенгову мапу до Фонтане, Џек спасава свог првог официра, Џошамија Гибса, од погубљења у Лондону, само да би и сам потом био заробљен. Гибс узима Џекову карту, док је Џек доведен пред краља Џорџа II, који жели да он предводи експедицију до Фонтане пре него што шпанска армада краља Фердинанда успе да је пронађе. Барбоса, који сада има дрвену ногу и који је изгубио Црни бисер, придружује се експедицији као корсар. Џек бежи, наводећи Барбосу да уместо њега регрутује Гибса, који је запамтио Џекову мапу пре него што ју је спалио, и они испловљавају на Провиденсу.
Капетан Тиг, Џеков отац, говори сину да је за употребу Фонтане потребно извести Профани ритуал. Џек такође чује да је још неко, ко се представља као Џек Спароу, регрутовао посаду. У питању је Анђелика, Џекова бивша љубавница и ћерка Црнобрадог, која је Џека присилила на службу на броду Освета краљице Ане. Међу посадом се налазе и немртви морнари, као и Филип Свифт, заробљени мисионар. Црнобради се бави вуду магијом и жели да пронађе Фонтану како би избегао проречену смрт од стране једноногог човека. Иако Џек подстиче људску посаду на побуну против немртвих, Црнобради покорава побуњенике мачем који му омогућава да контролише бродове. Џек од Анђелике сазнаје да ритуал за Фонтану захтева сузу сирене и два сребрна путира који се налазе на броду Сантјаго, који је припадао Понсе де Леону. У оба путира треба насути воду из Фонтане, а онај ко је попије са сузом сирене добиће све године живота од другог. Анђелика такође показује Џеку колекцију бродова које је Црнобради заробио и минијатуризовао да могу да стану у боце, међу којима је и Црни бисер.
Освета краљице Ане плови до залива Вајткап, где посада Црнобрадог хвата једну сирену. Барбоса, Гибс и део британске посаде настављају пешке након што су сирене напале Провиденс. Сиренин реп се претвара у ноге након што се нађе ван воде; видећи да не може да хода, Филип нуди да је понесе. Након што је њихова новооткривена љубав искоришћена да извуче њену сузу, сирена је остављена да умре. Црнобради шаље Џека да узме путире, узимајући од њега магични компас. Џек и Барбоса се састају на Сантјагу, али откривају да су путире однели Шпанци. Пре него што узме путире, Барбоса открива свој прави план: жељу за осветом против Црнобрадог. Он детаљно описује напад на Црни бисер, за који верује да је потопљен, који је довео до одсецања његове ноге. Џек се враћа Црнобрадом, дајући му путире у замену за компас, који Џек шаље са Гибсом.
Све стране проналазе Фонтану младости, крај које долази до битке, у којој Барбоса рани Црнобрадог отрованим мачем. Анђелика сече руку на отрованом сечиву. Шпанци бацају путире у дубоку воду и уништавају Фонтану, сматрајући је јеретичком. У насталом хаосу, Филип ослобађа сирену, која даје путире Џеку. Напунивши путире преосталим капима воде из Фонтане, додајући сузу сирене, Џек превари Црнобрадог да попије путир без сузе. Анђелика је излечена, док Црнобради умире. Сирена се враћа повређеном Филипу и, након што му опрости, они се љубе и враћају под воду.
Барбоса преузима брод Црнобрадог, посаду и мач и враћа се пиратском животу. У међувремену, Џек оставља Анђелику на пустом острву, несигуран да ли може да јој верује. Џек се поново налази са Гибсом, који користи компас да лоцира Освету краљице Ане и врати Црни бисер у боци. Док смишљају како да извуку брод, Џек каже Гибсу да је одлучан да настави да живи пиратским животом.
У сцени после одјавне шпице, вуду лутка Џека коју је креирао Црнобради испловљава на обалу до Анђелике, која се смеје.

## Улоге
| Глумац              | Улога                  |
| ------------------- | ---------------------- |
| Џони Деп            | капетан Џек Спароу     |
| Џефри Раш           | капетан Хектор Барбоса |
| Пенелопе Круз       | Анђелика               |
| Ијан Макшејн        | Црнобради              |
| Кевин Макнали       | Џошами Гибс            |
| Сем Клафлин         | Филип Свифт            |
| Астрид Берже Фризби | Сирена                 |
| Стивен Грејам       | Скрум                  |
| Ричард Грифитс      | краљ Џорџ II           |
| Кит Ричардс         | капетан Едвард Тиг     |